# 尤拉赫科查湖
12°33′06″S 75°29′24″W / 12.55167°S 75.49000°W
尤拉赫科查湖（Yurajcocha），是秘魯的湖泊，位於該國中部胡寧大區，由萬卡約省的上瓊戈斯區負責管轄，處於阿克奇科查湖以北，長5公里、寬0.84公里，海拔高度4,466米。